# Róbert Demjan
Róbert Demjan (* 26. října 1982, Levoča, Československo) je slovenský fotbalový útočník. Mimo Slovensko působil na klubové úrovni v České republice, Polsku a Belgii. V sezóně 2012/13 se stal se 14 vstřelenými góly nejlepším kanonýrem polské Ekstraklasy.

## Klubová kariéra
Na Slovensku účinkoval v klubech FK Slavoj Trebišov a Matador Púchov.

### FK Viktoria Žižkov
V letech 2006–2010 působil v českém mužstvu FK Viktoria Žižkov, kde hrál 2. českou ligu i Gambrinus ligu.

### Podbeskidzie Bielsko-Biała
V létě 2010 přestoupil do týmu nováčka polské Ekstraklasy Podbeskidzie Bielsko-Biała, kde podepsal 1½roční kontrakt. 1. srpna 2011 vstřelil první gól Podbeskidzie v polské nejvyšší soutěži proti Jagiellonii Białystok, když v 82. minutě snižoval na 1:2. Jeho mužstvu se nakonec podařilo vyválčit remízu 2:2.
Ve 22. kole sezóny 2012/13 vstřelil svůj jedenáctý gól sezóny, čímž zařídil vítězství 1:0 nad Górnikem Zabrze. V tabulce střelců Ekstraklasy byl v tuto chvíli na 2. příčce. Na konci ročníku se stal se 14 vstřelenými góly nejlepším kanonýrem Ekstraklasy. Získal i ocenění pro nejlepšího hráče plus nejlepšího útočníka Ekstraklasy ročníku 2012/13.

### Waasland-Beveren
Po třech letech v Polsku se rozhodl podepsat v létě 2013 dvouletou smlouvu s roční opcí s belgickým klubem Waasland-Beveren. Vybral si číslo dresu 32. Měl nabídky i z Polska (včetně pokračování v Podbeskidzie) a Dánska. V prvním (přípravném) zápase v dresu Beverenu krátce po přestupu vstřelil dva góly a měl tak velký podíl na konečné remíze 3:3 s K. Sint-Truidense VV. V prvních čtyřech soutěžních zápasech se však střelecky neprosadil a poté ztratil místo v základní sestavě. 21. prosince 2013 v utkání 20. kola proti Lierse SK se dostal na hřiště v 72. minutě. O 11 minut později si jeho střelu směřující do sítě srazil do brány jeden z hráčů Lierse a gól tak byl klasifikován jako vlastní. Waasland-Beveren vyhrál 3:1. Na webových stránkách belgické ligy byl ale u něj uveden Demjan jako střelec. Zároveň Podbeskidzie sondovalo v zimní ligové přestávce možnost jeho návratu. Po sezóně 2013/14 odešel zpět do Polska. Celkem odehrál za belgický klub 28 zápasů a vstřelil 2 góly. Hrával na pozici křídelního útočníka (na rozdíl od hrotového v Podbeskidzie).

### Podbeskidzie Bielsko-Biała (návrat)
Ačkoli měl s Waasland-Beverenem smlouvu ještě na sezonu 2014/15, naskytla se možnost návratu do Podbeskidzie, kterou hráč v červenci 2014 využil. Působil zde do konce sezóny 2016/17.

### TJ Iskra Borčice
V létě 2017 se vrátil na Slovensko, posílil klub TJ Iskra Borčice hrající ve třetí fotbalové lize, skupina Západ.

### Widzew Łódź
V lednu 2018 se stal hráčem klubu Widzew Łódź, který tou dobou působil v 3. lize (čtvrté patro polských fotbalových soutěží).

## Úspěchy

### Individuální
- 1× nejlepší střelec Ekstraklasy: 2012/13 (14 gólů v dresu Podbeskidzie Bielsko-Biała)[1]